# Tolsti Vrh (gmina Slovenske Konjice)
Tolsti Vrh – wieś w Słowenii, w gminie Slovenske Konjice. W 2018 roku liczyła 101 mieszkańców.